# Rolf Bauerkämper
Rolf Bauerkämper (* 24. Februar 1947; † 26. Januar 2023) war ein deutscher Fußballspieler. Der Mittelfeldspieler stieg 1973 mit dem SC Fortuna Köln aus der Fußball-Regionalliga West in die Fußball-Bundesliga auf.

## Laufbahn

### Amateur- und Regionalliga West, bis 1973
Der im Mittelfeld und im Sturm agierende Bauerkämper spielte sich in der Saison 1966/67 als Offensivspieler der SSVg Velbert in der Verbandsliga Niederrhein in das Notizbuch des DFB. Am 12. April 1967 debütierte er als 20-jähriger beim Länderspiel in Gladbeck gegen Holland in der deutschen Fußballnationalmannschaft der Amateure. Die Mannschaft von DFB-Trainer Udo Lattek gewann das Spiel mit 4:0 und das Talent aus Velbert zeichnete sich auf der Halbstürmerposition als Torschütze aus. Als der spätere Rekordnationalspieler der DFB-Amateure, Egon Schmitt, am 25. Mai 1967 seinen Einstand in der Amateurauswahl hatte, war Bauerkämper letztmals als Spieler der SSVg Velbert im Einsatz. Er wechselte zur Runde 1967/68 zum Schwarz-Weiß Essen ETB in der Fußball-Regionalliga West. Im September und Oktober 1967 bestritt er noch zwei weitere Amateurländerspiele, darunter das Olympia-Qualifikationsspiel in Augsburg gegen Großbritannien. Trainer Horst Witzler brachte den Neuzugang beim Rundenstart am 13. August 1967 bei der 1:2-Niederlage von Eintracht Gelsenkirchen erstmals in der zweitklassigen Regionalliga zum Einsatz. Von 1967 bis 1971 kam Bauerkämper auf insgesamt 120 Regionalligaspiele für den ETB und schoss dabei 23 Tore.
Zur Runde 1971/72 nahm er ein Angebot des Präsidenten Hans Löring von Fortuna Köln an. Im ersten Jahr belegte die Fortuna 1972 den dritten Rang in der Westliga, 1973 zog man durch die Vizemeisterschaft in die Bundesliga-Aufstiegsrunde ein. In dieser bestritt Bauerkämper alle acht Spiele. Er erzielte für die Mannschaft von Trainer Martin Luppen an der Seite von Günter Oleknavicius, Wolfgang Glock, Noel Campbell, Friedhelm Otters, Helmut Bergfelder, Kucharski, Karl-Heinz Mödrath und Wolfgang Thier drei Tore und stieg mit Fortuna in die Fußball-Bundesliga auf. Insgesamt kam er in Köln in zwei Runden Regionalliga auf 56 Ligaspiele und erzielte dabei 14 Tore.

### Bundesliga und Zweite Liga, 1973 bis 1978
Fortuna-Präsident Löring ging mit dem Trainer Volker Kottmann die Herausforderung Bundesliga an. Bauerkämper stand am 11. August 1973 zur Saisoneröffnung gegen Borussia Mönchengladbach im Bökelbergstadion im Aufgebot, was diese unter dem Trainer Hennes Weisweiler mit 3:1 gewannen. Im Winter übernahm Präsident Löring das Training selbst, bevor es der ehemalige Zehnkampfolympiasieger Willi Holdorf ab dem 21. Januar 1974 im Kampf um den Klassenverbleib in der Rückrunde übernahm. Bauerkämper kam auf 18 Bundesligaspiele und schoss ein Tor, die Fortuna stieg als Tabellenvorletzter aus der Bundesliga ab. In den ersten zwei Runden der 2. Fußball-Bundesliga, 1974/75 und 1975/76, konnte die Rückkehr in das Fußball-Oberhaus nicht verwirklicht werden. Bauerkämper kam an der Seite von Karl-Heinz Struth, Hans-Günter Neues, Johannes Linßen und Roland Hattenberger von 1974 bis 1976 auf 46 Zweitligaeinsätze und erzielte neun Tore. Im Sommer 1976 verließ er die Kölner Südstadt und schloss sich gemeinsam mit seinem Freund Helmut Bergfelder dem Aufsteiger Eintracht Trier in der 2. Fußball-Bundesliga Süd an.
Im ersten Jahr konnte er mit diesen nur knapp den Klassenerhalt erreichen; erzielte in 28 Einsätzen vier Tore. Nach zwei Runden mit insgesamt 50 Zweitligaspielen und sechs Toren, beendete Bauerkämper seine Lizenzspielerkarriere und kehrte 1978 zu seinem alten Heimatverein SSVg Velbert zurück, wo er sich dann in der Versicherungsbranche seinen Lebensunterhalt verdiente. Am 26. Januar 2023 verstarb Rolf Bauerkämper im Alter von 75 Jahren.

## Stationen
- bis 1967 SSVg Velbert
- 1967–1971 Schwarz-Weiß Essen
- 1971–1976 SC Fortuna Köln
- 1976–1978 Eintracht Trier
- ab 1978/79 SSVg Velbert